# Поль, Мориц
Мориц Поль (нем. Moritz Pohl; 8 марта 1839 — 25 марта 1900) — немецкий дирижёр и музыкальный педагог еврейского происхождения.
Первоначально работал в Кёльне. В 1872—1874 гг. руководил частной консерваторией в Мангейме. Затем работал в Гейдельберге. В 1886 году вернулся в Мангейм и в 1889 году снова открыл консерваторию. В 1899 году при покровительстве великой герцогини Луизы консерватория была преобразована в Мангеймскую высшую школу музыки во главе с преподававшим в ней с 1889 года Вильгельмом Боппом.